# Eléider Álvarez
Eléider Álvarez Baytar (Apartadó, Antioquia, 8 de abril de 1984) es un boxeador profesional colombiano. Fue campeón de la categoría mediopesado de la Organización Mundial de Boxeo (OMB), título que consiguió desde el 4 de agosto de 2018 después de haber derrotado por nocaut al ruso Sergey Kovalev en el Etess Arena, Atlantic City (Nueva Jersey), Estados Unidos y que posteriormente perdió en una revancha por decisión unánime el 2 de febrero de 2019. La victoria contra el ruso le valió para unificar los títulos de la Asociación Mundial de Boxeo (AMB) y la OMB.
Como aficionado ganó la medalla de oro en la división semipesado de los Juegos Panamericanos 2007.

## Carrera aficionada
Álvarez ganó los Juegos Suramericanos 2006 contra Hamilton Ventura. En los Panamericanos de 2007 derrotó al zurdo Julio Castillo 10:8 y sorprendió al favorito cubano Yusiel Nápoles en la final por KO en el asalto 3. Iba perdiendo 4:6.
En los Campeonatos Mundiales de 2007 perdió contra el campeón africano Ramadan Yasser. En el primer torneo clasificatorio para los Juegos Olímpicos de las Américas en Trinidad fue derrotado por el cubano de 18 años Julio César la Cruz 0:8. En el segundo clasificatorio en Guatemala derrotó apretadamente al mismo oponente con una victoria por countback 8:8, luego venció a su antiguo rival Julio Castillo 4:0 y a Azea Austinama para obtener su tiquete olímpico. En la final derrotó al también aspirante Julius Jackson.
Ganó medalla de oro en los Campeonatos Panamericananos de 2008 en Ecuador. Basado en sus resultados clasificatorios recibió un bye en primera ronda en los Olímpicos 2008, pero después de un empate 5-5 al final de su combate de segunda fase contra el británico Tony Jeffries (a la postre medallista de bronce), Álvarez perdió por countback.

## Récord profesional
| No | Resultado | Récord | Rival                | Método | Asalto       | Fecha                    | Localización                                   | Nota                                               |
| -- | --------- | ------ | -------------------- | ------ | ------------ | ------------------------ | ---------------------------------------------- | -------------------------------------------------- |
| 27 | Derrota   | 25-2   | Joe Smith Jr.        | KO     | 9– (12)      | 22 de agosto de 2020     | MGM Grand, Paradise, Nevada, EE. UU.           | Eliminatoria por el título semipesado de la WBO    |
| 26 | Victoria  | 25-1   | Michael Seals        | KO     | 7–(12)       | 18 de enero de 2020      | Turning Stone Resort Casino, New York, EE. UU. | Vacante título WBC Continental Americas semipesado |
| 25 | Derrota   | 24–1   | Sergey Kovalev       | UD     | 12           | 2 de febrero de 2019     | Frisco, Texas, EE. UU.                         | Pierde el título mundial WBO del peso semipesado.  |
| 24 | Victoria  | 24–0   | Sergey Kovalev       | TKO    | 7 (12), 2:45 | 4 de agosto de 2018      | Atlantic City, New Jersey, EE. UU.             | Gana el título mundial WBO del peso semipesado.    |
| 23 | Victoria  | 23–0   | Jean Pascal          | MD     | 12           | 3 de junio de 2017       | Montreal, Quebec, Canadá                       | Retiene el título WBC Silver peso semipesado       |
| 22 | Victoria  | 22–0   | Lucian Bute          | TKO    | 5 (12), 2:22 | 24 de febrero de 2017    | Quebec City, Quebec, Canadá                    | Retiene el título WBC Silver peso semipesado       |
| 21 | Victoria  | 21–0   | Norbert Dąbrowski    | UD     | 10           | 10 de diciembre de 2016  | Montreal, Quebec, Canadá                       |                                                    |
| 20 | Victoria  | 20–0   | Robert Berridge      | UD     | 10           | 29 de julio de 2016      | Quebec City, Quebec, Canadá                    |                                                    |
| 19 | Victoria  | 19–0   | Isaac Chilemba       | MD     | 12           | 28 de noviembre de 2015  | Quebec City, Quebec, Canadá                    | Retiene el título WBC Silver peso semipesado       |
| 18 | Victoria  | 18–0   | Isidro Ranoni Prieto | UD     | 12           | 15 de agosto de 2015     | Montreal, Quebec, Canadá                       | Retiene el título WBC Silver peso semipesado       |
| 17 | Victoria  | 17–0   | Anatoliy Dudchenko   | TKO    | 2 (10), 1:05 | 12 de junio de 2015      | Chicago, Illinois, EE. UU.                     |                                                    |
| 16 | Victoria  | 16–0   | Ryno Liebenberg      | TKO    | 7 (12), 1:52 | 25 de octubre de 2014    | Monte Carlo, Mónaco, Francia                   | Gana el título WBC Silver peso semipesado          |
| 15 | Victoria  | 15–0   | Alexander Johnson    | UD     | 10           | 24 de mayo de 2014       | Montreal, Quebec, Canadá                       |                                                    |
| 14 | Victoria  | 14–0   | Andrew Gardiner      | UD     | 10           | 18 de enero de 2014      | Montreal, Quebec, Canadá                       |                                                    |
| 13 | Victoria  | 13–0   | Edison Miranda       | UD     | 10           | 28 de septiembre de 2013 | Montreal, Quebec, Canadá                       |                                                    |
| 12 | Victoria  | 12–0   | Nicholson Poulard    | TKO    | 3 (12), 2:08 | 22 de marzo de 2013      | Montreal, Quebec, Canadá                       | Retiene título WBO–NABO y gana WBA–NABA semipesado |
| 11 | Victoria  | 11–0   | Danny McIntosh       | KO     | 8 (10), 2:02 | 14 de diciembre de 2012  | Montreal, Quebec, Canadá                       | Retiene el título WBO–NABO peso semipesado         |
| 10 | Victoria  | 10–0   | Daniel Regi          | TKO    | 2 (8), 2:20  | 12 de octubre de 2012    | Montreal, Quebec, Canadá                       |                                                    |
| 9  | Victoria  | 9–0    | Shawn Hawk           | UD     | 12           | 8 de junio de 2012       | Montreal, Quebec, Canadá                       | Retiene el título WBO–NABO peso semipesado         |
| 8  | Victoria  | 8–0    | Rayco Saunders       | UD     | 8            | 20 de abril de 2012      | Montreal, Quebec, Canadá                       |                                                    |
| 7  | Victoria  | 7–0    | Emilio Cayetano      | KO     | 1 (12), 2:33 | 10 de diciembre de 2011  | Montreal, Quebec, Canadá                       | Gana título WBO–NABO peso semipesado               |
| 6  | Victoria  | 6–0    | Michael Walchuk      | RTD    | 6 (10), 3:00 | 20 de octubre de 2011    | Montreal, Quebec, Canadá                       |                                                    |
| 5  | Victoria  | 5–0    | David Whittom        | UD     | 4            | 21 de mayo de 2011       | Montreal, Quebec, Canadá                       |                                                    |
| 4  | Victoria  | 4–0    | Ernesto Zamora       | TKO    | 3 (4), 1:38  | 8 de abril de 2011       | Montreal, Quebec, Canadá                       |                                                    |
| 3  | Victoria  | 3–0    | Álvaro Enríquez      | UD     | 4            | 7 de noviembre de 2009   | Montreal, Quebec, Canadá                       |                                                    |
| 2  | Victoria  | 2–0    | Willard Lewis        | TKO    | 2 (4), 1:40  | 3 de octubre de 2009     | Montreal, Quebec, Canadá                       |                                                    |
| 1  | Victoria  | 1–0    | Jesse Sanders        | KO     | 1 (4), 2:03  | 28 de agosto de 2009     | Montreal, Quebec, Canadá                       | Debut como profesional                             |